# Восъчен музей на фолклора и праисторията
Восъчният музей на фолклора и праисторията (на гръцки: Μουσείο Κέρινων Ομοιωμάτων Λαογραφίας και Προϊστορίας) е музей в костурското село Маврово (Маврохори), Гърция.
Музеят е създаден от учителят и художник Димитрис Панайотидис и съпругата му Фани Теохари. В музея са изложени восъчни фигури, представящи различни фолклорни обичаи, като сватби и погребения и сцени от живота на праисторическите хора, живели около Костурското езеро.
Музеят отваря врати в 2009 година. Помещава се в две големи нови сгради, построени в традициите на местната архитектура и свързани с квадратен двор. Експонатите са разделени в тематични секции. В същото време музеят служи и като културен център с разнообразни дейности, сред които театрални представления, концерти, литературни вечери, изложби на художници, библиотека и други.
В музея са изложени, както восъчни фигури в естествен размер на хора, така и миниатюри на византийски църкви и паметници на културата и историята в Костурско.